# Ten Have koffiebranderij
Koffiebranderij en theepakkerij K. ten Have werd in 1828 opgericht te Deventer.

## Geschiedenis
In 1828 begon Klaas ten Have (1803-1852) een kruidenierswinkel annex koffiebranderij en tabakskerverij in gebouw Het Wapen van Antwerpen aan de Brink te Deventer. De koffietak van het bedrijf werd in de loop der jaren steeds belangrijker en in 1880 werd er aan de Brink een nieuw pand gebouwd. De tabakskerverij heeft tot na de Tweede Wereldoorlog bestaan. In 1993 werd het bedrijf verplaatst van de Deventer binnenstad naar een pand op industrieterrein Kloosterlanden, waar de koffie wordt gebrand. Op de Brink is de firma Ten Have nog wel aanwezig in de Deventer koekwinkel waar ze verantwoordelijk is voor de daar geschonken koffie en thee.

## Albums uitgegeven door K. ten Have's Koffie-, Thee- en Tabakshandel
Ten Have gaf in de jaren voor de Tweede Wereldoorlog bij de koffie en thee plaatjes uit die behoorden bij verzamelalbums zoals De geschiedenis van Langejan en zijn ezel Caliban door A. Rodriques en De verdere geschiedenis van Langejan en zijn ezel Caliban door H. Vettewinkel, beide albums met tekeningen van de illustrator Peter Lutz.